# Фасмер, Макс
Макс Ю́лиус Фри́дрих Фа́смер (нем. Max Julius Friedrich Vasmer, русифицированная форма — Максимилиан Романович Фасмер; 28 февраля 1886, Санкт-Петербург — 30 ноября 1962, Западный Берлин) — русский и немецкий лингвист, лексикограф, славист и балканист из русских немцев. Иностранный член-корреспондент АН СССР (1928). Старший брат российского и советского нумизмата-востоковеда Рихарда Фасмера.
Основные труды учёного посвящены исследованию славянских языков (языковые контакты славян с другими народами: греками, иранцами, тюрками, финно-уграми и др.), истории расселения славянских, балтийских, иранских, финно-угорских народов в Восточной Европе, изучению восточноевропейской антропонимии и топонимии, влияния славянских языков на албанский и др. Итогом его многолетних исследований явился этимологический словарь русского языка (т. 1—3, 1950—1958) — самый большой по охвату материала труд, освещающий этимологию русского языка.
Фасмер руководил изданием одного из первых обратных словарей русского языка, редактировал 5-томный «Словарь русских водных названий» (словарь гидронимов) и свод всех известных «Русских географических имён». Выпускал серию монографий по филологии и культуре славянских народов (тт. 1—10, 1925—1933).

## Биография

### Российский период
Родился в купеческой семье российских немцев в Петербурге.
- 1903 год — окончил известную классическую гимназию Карла Мая.
- 1903—1907 — учился в Санкт-Петербургском университете, изучал сравнительное языкознание и славистику. Среди его учителей были филологи И. А. Бодуэн де Куртенэ и А. А. Шахматов.
- 1907—1908 — поездка в Грецию (Афины, Салоники), где изучал диалекты греческого языка, а также албанский язык. По собственным словам, он уже тогда намеревался создать русский этимологический словарь и считал это главной целью своей научной деятельности.
- 1906—1909 — выпустил свою первую известную лексикографическую работу — «Греко-славянские этюды», где исследовалось влияние греческого языка на славянские.
- 1908—1910 — обучался в университетах Кракова, Вены и Граца.
- 1910 — третью часть «Этюдов» защитил как магистерскую диссертацию, за неё он получил премию имени М. И. Михельсона от Императорской Санкт-Петербургской Академии наук. Сдал экзамены на право чтения лекций и получил должность приват-доцента в Санкт-Петербургском университете.
- 1912 — в должности профессора славянской филологии, индоевропейского и сравнительного языкознания преподавал на Высших женских Бестужевских курсах.
- 1914 — в Москве издано «Исследование в области древнегреческой фонетики».
- 1915 — «Исследование…» защищено как диссертация, присуждена степень доктора филологии.
- 1917—1918 — профессор по индоевропейскому языкознанию и славянской филологии на Филологическом факультете Саратовского университета.

Брат востоковеда-арабиста, нумизмата Рихарда Фасмера (русифицированная форма Роман Романович Фасмер, по другим источникам, Ричард Ричардович или даже Георгий Рихардович), умершего в лагере под Ташкентом.

### Фасмер в Тарту
- 1918—1921 — преподавал в Тартуском университете в должности ординарного профессора. Участвовал в возвращении (на основании мирного договора между Эстонией и РСФСР от 2 февраля 1920 года) в Тарту из Воронежа университетской библиотеки, куда она была эвакуирована во время Первой мировой войны. Одновременно переправил из России свою личную библиотеку, которую впоследствии предоставил в пользование германским славистам и использовал в своих работах.

### Фасмер в Лейпциге
В 1921 году Фасмер получил приглашение из Лейпцига.
1921—1925 годах занимает должность ординарного профессора историко-филологического отделения философского факультета Лейпцигского университета, работает на кафедре славянской филологии.
С 1921 года содиректор Индогерманского института, института Юго-Восточной Европы и ислама и Государственного научно-исследовательского института индогерманистики.
С 1923 года ординарный член филолого-исторического класса Саксонской академии наук.
В 1924 году основал журнал «Zeitschrift für slavische Philologie» («Журнал славянской филологии»), который вскоре стал одним из ведущих зарубежных славистских изданий и выходит поныне. В журнале публиковались статьи и самого Фасмера по русской этимологии.

### Берлинский период
В 1925 году Фасмер переехал в Берлин.
- 1925—1945 — ординарный профессор Славянского института в Берлинском университете Фридриха-Вильгельма.
- 1925—1933 — издаёт 12 томов «Очерков славянской филологии и истории культуры» (Grundrisse der slavischen Philologie und Kulturgeschichte, Berlin, Leipzig, 1925—1933). Всего предполагалось выпустить 90 томов.
- 1932—1936 — вышла в четырёх томах «Очерки исторической этнологии Восточной Европы» (Beiträge zur historischen Volkerkunde Osteuropas, Berlin, 1932—1936), где, в частности, рассказывалось о расселении в российской средней полосе финских племён.
- В 1926 году — участвовал в научной конференции в Минске.
- 14 января 1928 года — избран иностранным членом-корреспондентом по разряду лингвистики (славянская филология) Отделения гуманитарных наук Академии наук СССР.
- 1930—1931 — выступал с лекциями в Лунде, Уппсале, Стокгольме.
- 1938—1939 — в качестве приглашённого профессора читал лекции в Колумбийском университете в Нью-Йорке, где начал систематически работать над составлением словарных статей для этимологического словаря русского языка.
- 1937—1941 — выступал с лекциями в Софии, Будапеште, Бухаресте и Хельсинки.

Свою деятельность Фасмер не прерывал и в годы Второй мировой войны, несмотря на многочисленные трудности. Кроме подготовки словарных статей Фасмер в это время продолжал писать работы по славистике и преподавать на кафедре (занятия велись до февраля 1945 года). К числу его работ этого времени относятся «Славяне в Греции» (Die Slaven in Griechenland, 1941 год), «Старые взаимоотношения населения России» (Die alten Bevölkerungsverhältnisse Russlands, 1941 год), «Греческие заимствования в сербохорватском языке» (Griechische Lehnwörter im Serbokroatischen, 1944) и другие.
Во время войны Фасмер спас своих польских коллег, освобождая их из концлагеря. На работу ходил, неся по портфелю в каждой руке, чтобы иметь уважительную причину не отдавать нацистское приветствие.
- В январе 1944 года в дом Фасмера попала фугасная бомба. Сам учёный в это время находился в бомбоубежище, однако его библиотека и рукописи, включая картотеку для этимологического словаря, были уничтожены. Фасмер стал составлять картотеку заново, пользуясь библиотекой Славянского института.
- C 1945 года эта библиотека стала ему недоступна, Фасмер продолжил работу в других берлинских библиотеках.
- В 1945—1946 годах — не издал ни одной статьи, сосредоточившись на восстановлении словарной картотеки

В 1946 году Славянский институт, оказавшийся на территории Восточного Берлина, возобновил свою деятельность. Фасмер читал там лекции в зимний семестр 1946—1947 года.

### Стокгольм
Из-за растущего политического конфликта, а также с целью лечения болезни глаз Фасмер принял приглашение из Стокгольма. В 1947—1949 годах — профессор Стокгольмского университета.

### Западноберлинский период. Издание этимологического словаря
- 1949—1956 — ординарный профессор, заведующий кафедрой славистики Свободного университета в Западном Берлине.

До июня 1949 года Фасмер занимался сбором материала для словаря и восстановлением утерянных данных по памяти, а с 1949 года он начал обрабатывать рукопись словаря. Словарь издавался в гейдельбергском университетском издательстве «Carl Winter». Первый выпуск словаря вышел в 1950 году. Издание продолжалось до 1958 года отдельными выпусками, которые составили три тома.
- 1956 год — посетил Москву, участвуя в работе Международного комитета славистов. Выход на пенсию.
- 1958 год — снова приезжает в Москву в качестве участника IV Съезда славистов. На этом съезде обсуждался и его этимологический словарь.
- 1961 — присуждение звания почётного доктора (лат. Doctor honoris causa) философского факультета в Бонне.

### Смерть
30 ноября 1962 года Макс Фасмер скончался. Похоронен в Западном Берлине, на кладбище евангелического прихода Николасзе. В 1987 году решением Сената его захоронение получило статус почётной могилы (нем. Ehrengrab).

## Русский перевод этимологического словаря
В издательстве «Carl Winter» этимологический словарь Фасмера вышел на немецком языке. Работа над переводом словаря на русский язык началась в 1959 году. Перевод был издан в 1964—1973 годах в Москве филологом-славистом О. Н. Трубачёвым тиражом 10 000 экземпляров. Словарь вышел с исправлениями и дополнениями, в результате чего вырос больше чем на одну треть и составил уже четыре тома. После этого он несколько раз переиздавался.
В 2004 году компанией ИДДК была издана версия словаря на CD-ROM.

## Сочинения
- Греко-славянские этюды.
  - I. Известия Отделения русского языка и словесности имп. Академии наук. 1906. XI. 2;
  - II. Греческие заимствования в старославянском языке // Известия Отделения русского языка и словесности. 1907. XII;
  - III. Греческие заимствования в русском языке // Сборник Отделения русского языка и словесности. 1909. Т. 86.
- Kritisches und Antikritisches zur neueren slavischen Etymologie.
  - I, II. Rocznik Slawistyczny (RS). 3. 1910;
  - III. RS. 4. 1911;
  - IV. RS. 5. 1912,
  - V RS. 6. 1913.
- Исследования в области древнегреческой фонетики. Пг., 1914.
- Ein russisch-byzantinisches Gesprächbuch. Leipzig, 1922. Untersuchungen uber die ältesten Wohnsitze der Slaven. Teil I: Die Iranier, in Sudrussland. Leipzig, 1923.
- Beiträge zur historischen Völkerkunde Osteuropas.
  - I. Die Ostgrenze der baltischen Stämme. Berlin, 1932;
  - II. Die ehemalige Ausbreitung der Westfinnen in den slavischen Ländern. В., 1934;
  - III. Merja und Tscheremissen. Berlin, 1935; IV. Die ehemalige Ausbreitung der Lappen und Permier in Nordrussland. В.,1936.
- Bausteine zur Geschichte der deutsch-slavischen geistigen Beziehungen. Berlin, 1938.
- Die Slaven in Griechenland. В., 1941. Переизд.: Leipzig, 1970.
- Die griechischen Lehnwörter im Serbokroatischen. В., 1944.
- Russisches etymologisches Worterbuch. Heidelberg, 1950—1958.
  - Фасмер Макс. Этимологический словарь русского языка. Тт. 1—4. М., 1964—1973.
- Grundriss der slavischen Philologie und Kulturgeschichte. Herausgeber zusammen mit R. Trautmann. Berlin; Leipzig, 1925—1933. Bd. 1—12.
- Полный список трудов М. Фасмера: Festschrift fur Max Vasmer zum 70. Geburtstag am 28. Februar 1956. Berlin, 1956; Zeitschrift fur slavische Philologie. Heidelberg, 1963. Bd. XXXI. H. 1.